# Ганс Горнколь
Ганс Горнколь (нім. Hans Hornkohl; 7 квітня 1917, Альтона — ?) — німецький офіцер-підводник, капітан-лейтенант крігсмаріне.

## Біографія
3 квітня 1936 року вступив на флот. З вересня 1938 по серпень 1941 року служив в далекій розвідувальній авіації. З серпня 1941 по січень 1942 року пройшов курс підводника, після чого був переданий в розпорядження 3-ї флотилії. В квітні-грудні 1942 року пройшов командирську практику на підводному човні U-753, з грудня 1942 по січень 1943 року — курс командира човна. З 25 січня 1943 року — командир U-566, на якому здійснив 4 походи (разом 119 днів у морі). 5 серпня потопив американську канонерку USS Plymouth (PG-57) водотоннажністю 2265 тонн; 95 зі 179 членів екіпажу канонерки загинули. 24 жовтня U-566 був виявлений західніше португальського берега британським бомбардувальником «Веллінгтон», атакований шістьма глибинними бомбами ,пошкоджений вибухами і згодом затоплений екіпажем; всі 49 членів екіпажу вціліли. З 18 січня по 9 липня 1944 року — командир U-1007, на якому здійснив 1 похід (10-27 червня), в серпні-листопаді 1944 року — U-3509, з 27 листопада 1944 по 8 квітня 1945 року — U-3512, з 9 по 12 квітня — U-2502, з 27 квітня по 9 травня — U-3041. В травні був взятий в полон. В серпні 1945 року звільнений.

## Звання
- Кандидат в офіцери (3 квітня 1936)
- Морський кадет (10 вересня 1936)
- Фенріх-цур-зее (1 травня 1937)
- Оберфенріх-цур-зее (1 липня 1938)
- Лейтенант-цур-зее (1 жовтня 1938)
- Оберлейтенант-цур-зее (1 жовтня 1940)
- Капітан-лейтенант (1 квітня 1943)